# Kindertransport

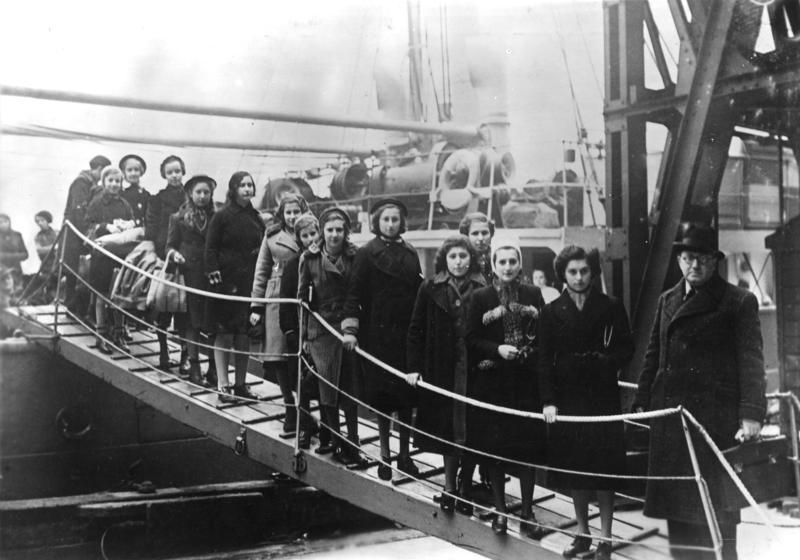
Chegada de crianças judias refugiadas ao porto de Londres,em fevereiro de 1939.

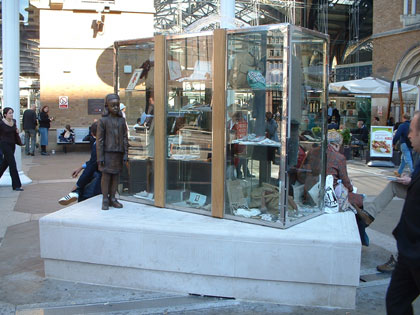
Memorial, da autoria de Flor Kent, frente à estação de Liverpool Street, em Londres.

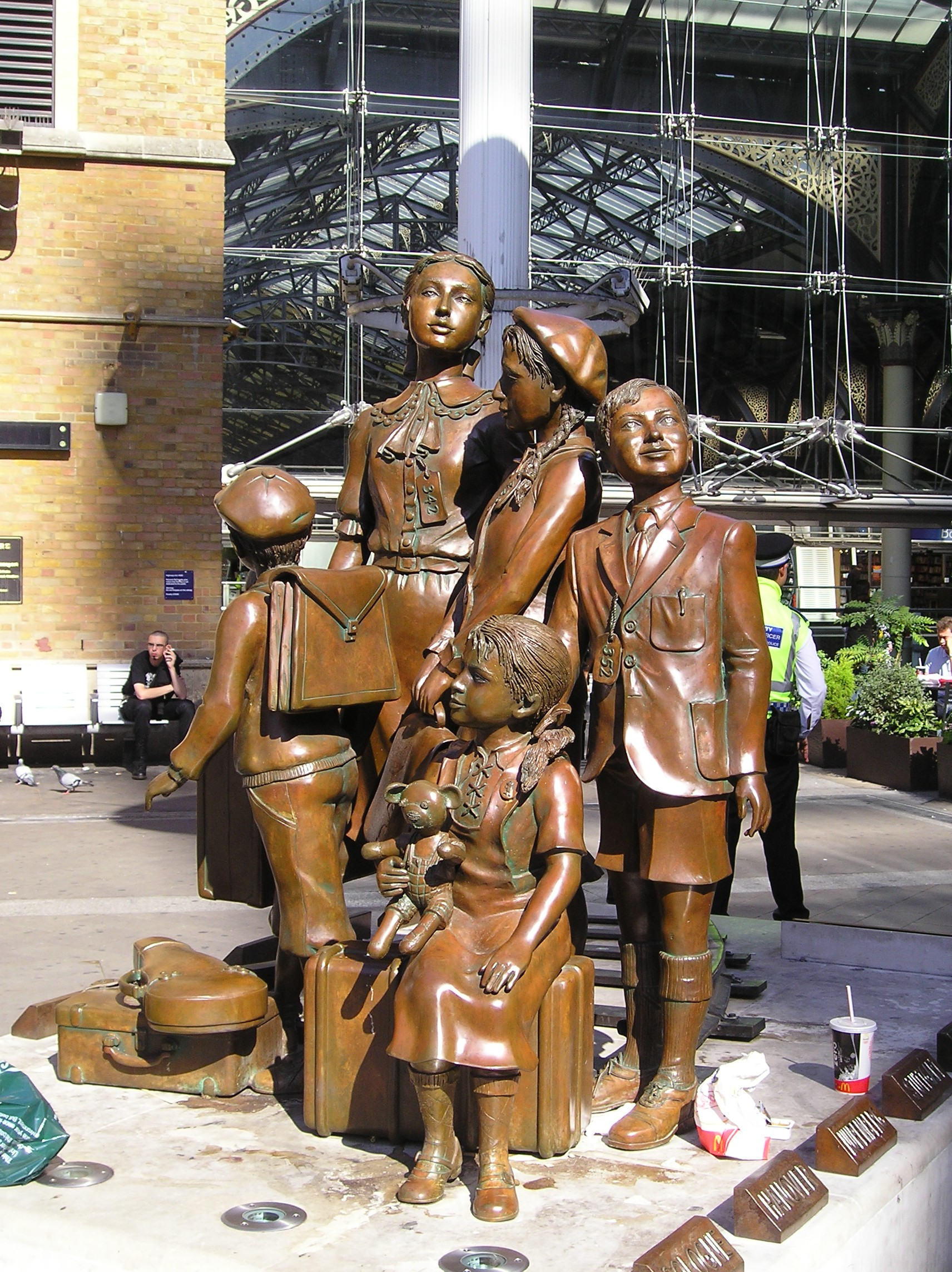
Memorial, da autoria de Frank Meisler, frente à estação de Liverpool Street, em Londres.

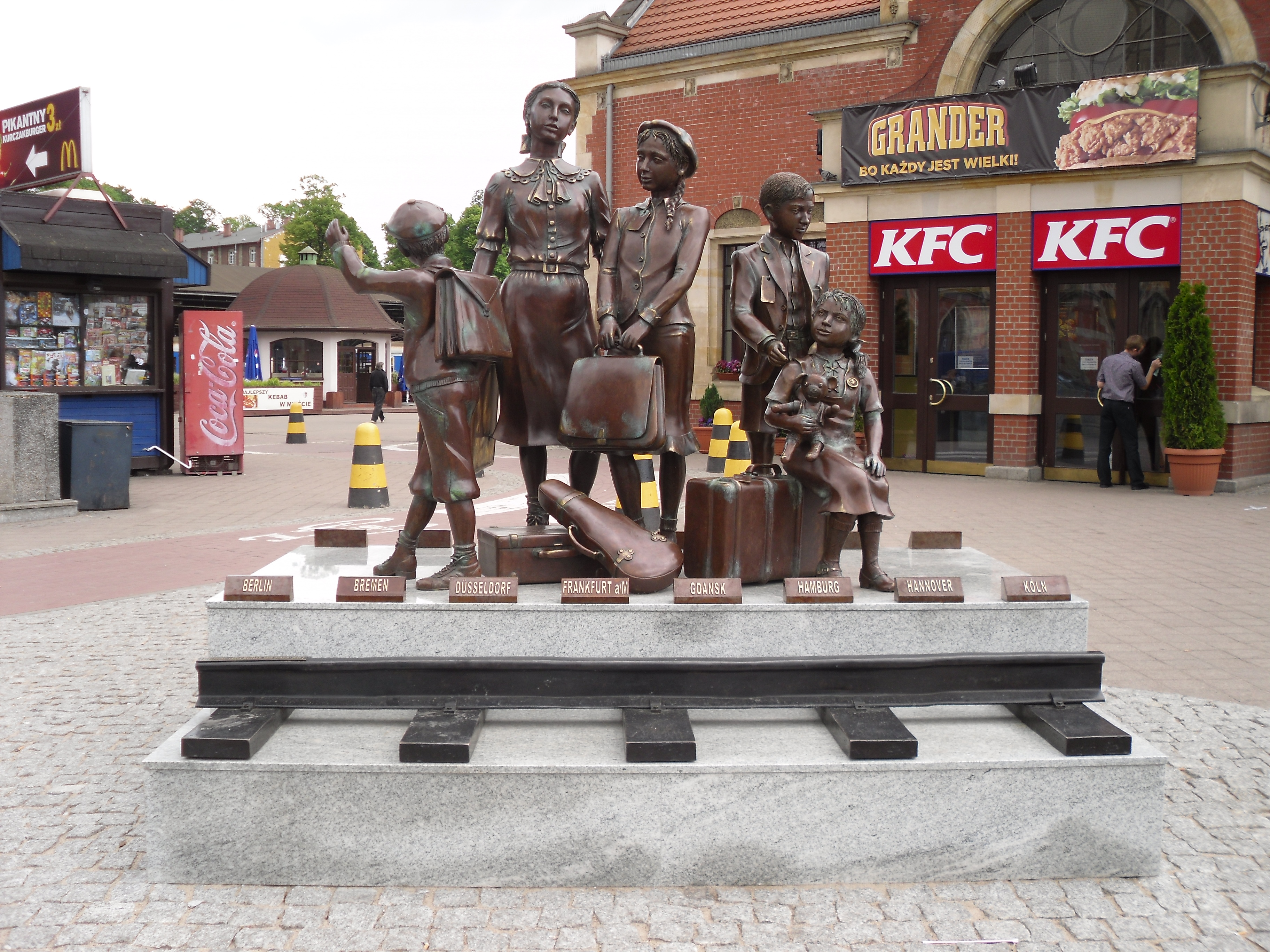
Memorial, da autoria de Frank Meisler, diante da estação de Gdańsk Główny, em Gdańsk, Polónia.

Kindertransport (em alemão:  Transporte de crianças) foi uma grande operação humanitária que consistiu no transporte de cerca 10 000 crianças judaicas, sem acompanhamento de seus pais ou parentes, da Alemanha Nazi, Polónia, Áustria, Checoslováquia e Cidade Livre de Danzig, para o Reino Unido, com o objetivo de as colocar a salvo das políticas antijudaicas do nazismo. A deslocação das crianças prolongou-se durante um ano, entre os dias que se seguiram à Noite dos cristais, em 1938, e o início da Segunda Guerra Mundial, em setembro de 1939.
As crianças foram colocadas em famílias de acolhimento inglesas, pensões e quintas. Em grande parte dos casos, estas crianças foram as únicas pessoas das respetivas famílias a sobreviver ao Holocausto.
Depois da noite dos cristai, a opinião pública mundial interessou-se pelo destino das minorias judaicas alemãs, austríacas e checoslovacas, e sobretudo pelas crianças. O Reino Unido decidiu deixar de controlar a imigração de crianças destes países, após um apelo do líder da comunidade judaica britânica dirigido ao primeiro-ministro Neville Chamberlain e apresentou um programa de auxílio para as crianças, financiado por organizações humanitárias e religiosas. Em 18 de novembro de 1938, a Câmara dos Comuns discutiu o caso e aprovou o programa, confiando-o a Norbert Wollheim.